# Олімпійський стадіон (Мехіко)
Олімпійський стадіон (ісп. Estadio Olímpico Universitario), також відомий як «Олімпіко Універсітаріо» — стадіон у місті Мехіко,Мексика, збудований в 1950 році.
Є домашньою ареною футбольного клубу «УНАМ Пумас», а також місцем проведення домашніх матчів університетської команди з американського футболу.

## Історія

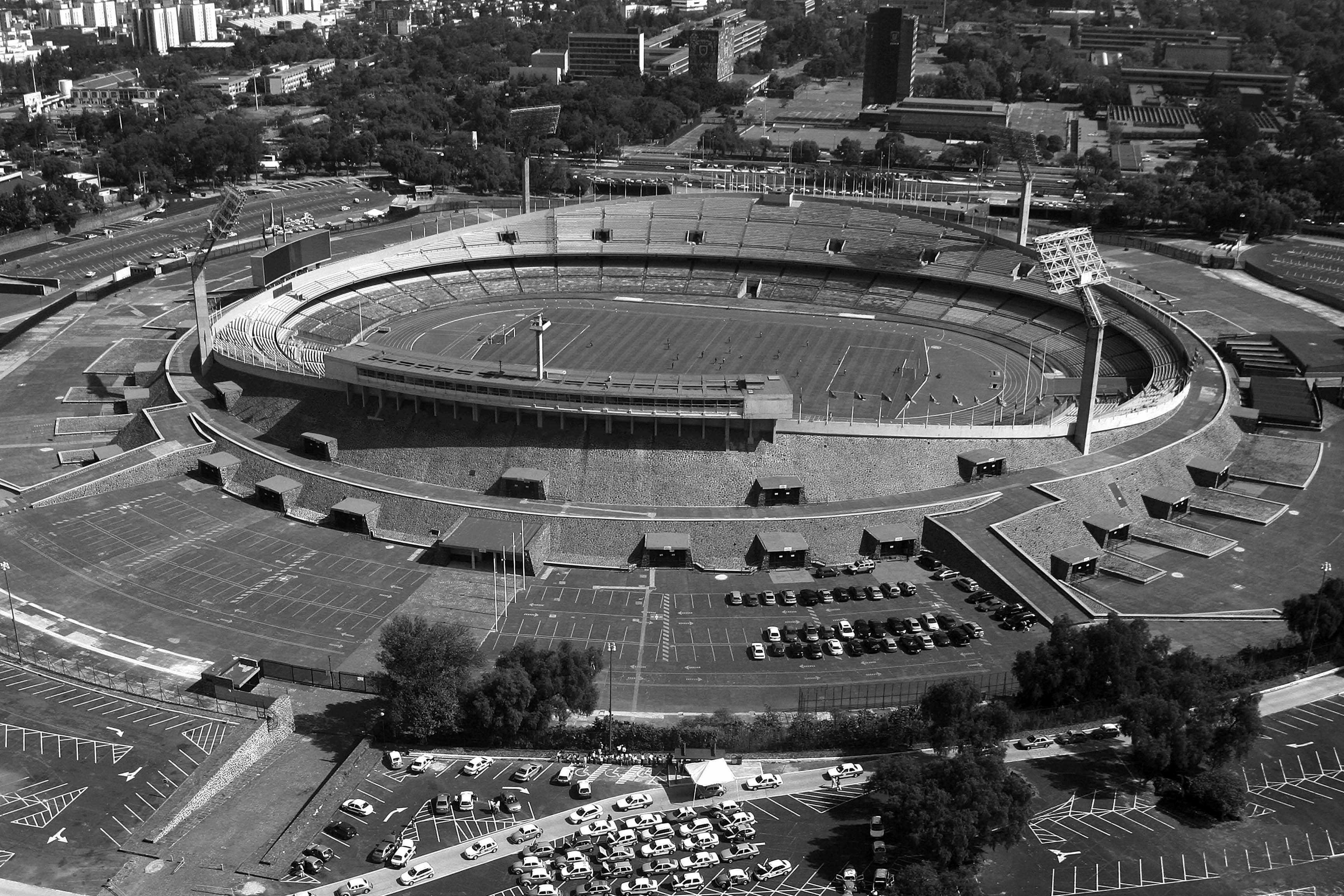
Стадіон під час Олімпійських ігор 1968 року.

Розташований в історичному центрі столиці на території кампусу Національного університету Мексики. На момент відкриття в 1952 році вміщував 70 000 глядачів і був найбільшим стадіоном в Мексиці. Архітектори стадіону — Аугусто Перес Паласіос, Рауль Салінас і Хорхе Хіменес Браво Моро.
У 1968 році стадіон став головною ареною літніх Олімпійських ігор 1968 року. На час проведення Ігор, відповідно до вимог МОК, місткість арени була збільшена до 70 000 до 83 700 місць. На стадіоні пройшли церемонії відкриття і закриття Ігор, а також змагання з легкої атлетики, кінного спорту та ряд матчів футбольного олімпійського турніру. В рамках Олімпійських ігор на змаганнях з бігових дисциплін всередині стадіону було застосовано синтетичне поліуретанове покриття Blue track, яке стало звичним для легкоатлетичних змагань в даний час.
У 1986 році стадіон став місцем проведення чотирьох матчів чемпіонату світу з футболу, включаючи два матчі збірної Аргентини (переможців турніру) на груповому етапі.

## Матчі чемпіонату світу 1986
| Дата       | Час (UTC−6) | Збірна #1      | Рахунок | Збірна #2      | Раунд      | Глядачів |
| ---------- | ----------- | -------------- | ------- | -------------- | ---------- | -------- |
| 1986-06-02 | 12:00       | Аргентина      | 3-1     | Південна Корея | Група A    | 60,000   |
| 1986-06-05 | 16:00       | Південна Корея | 1-1     | Болгарія       | Група A    | 45,000   |
| 1986-06-10 | 12:00       | Аргентина      | 2-0     | Болгарія       | Група A    | 65,000   |
| 1986-06-17 | 12:00       | Італія         | 0-2     | Франція        | 1/8 фіналу | 70,000   |

## Галерея

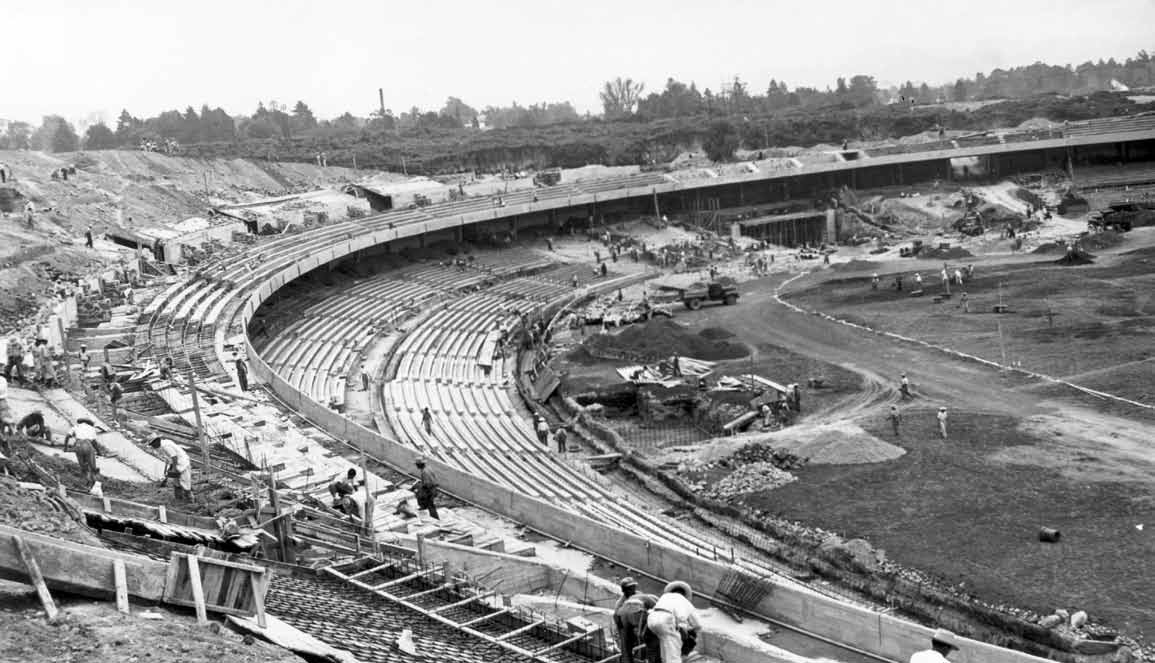
Будівництво стадіону
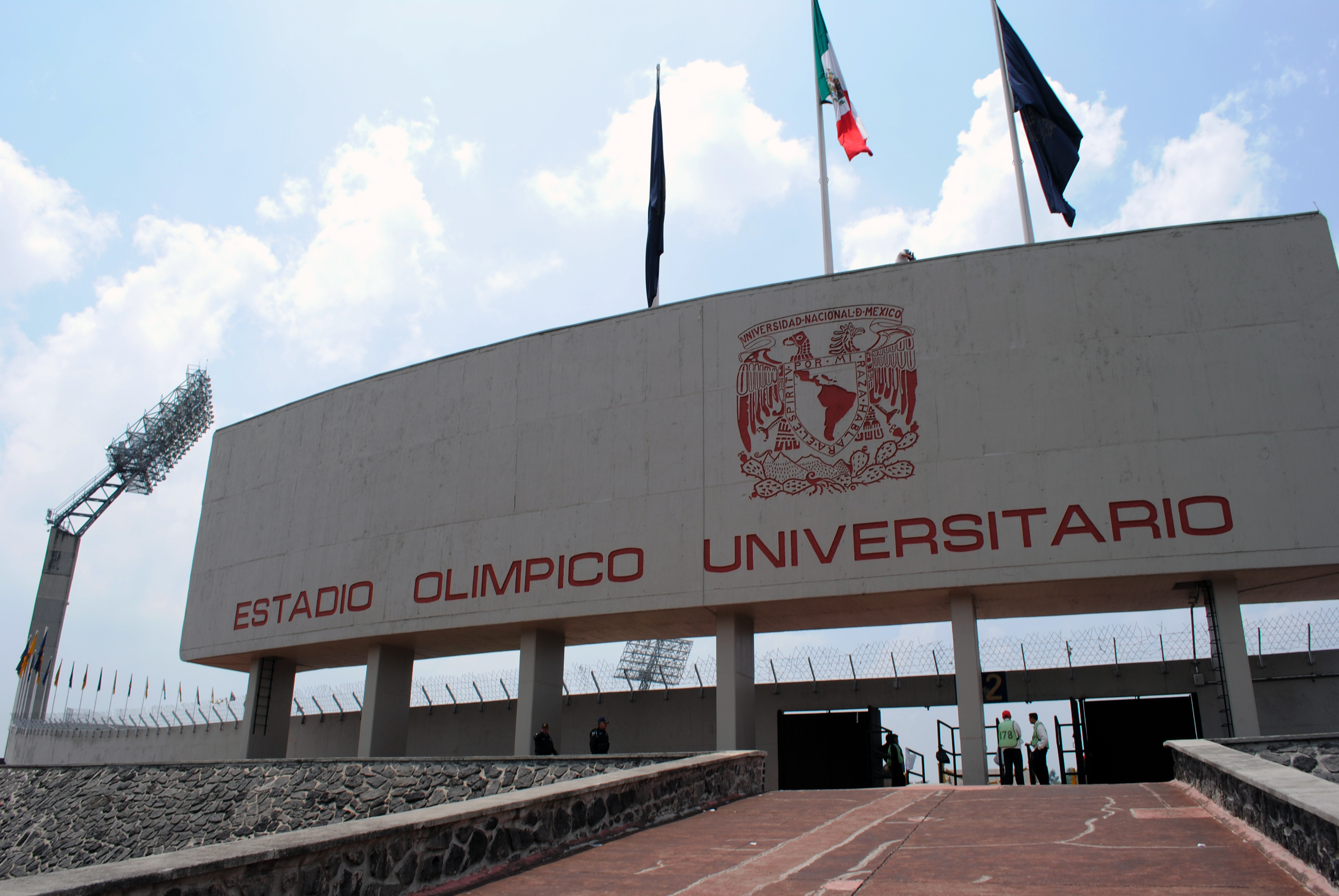
Вхідна зона
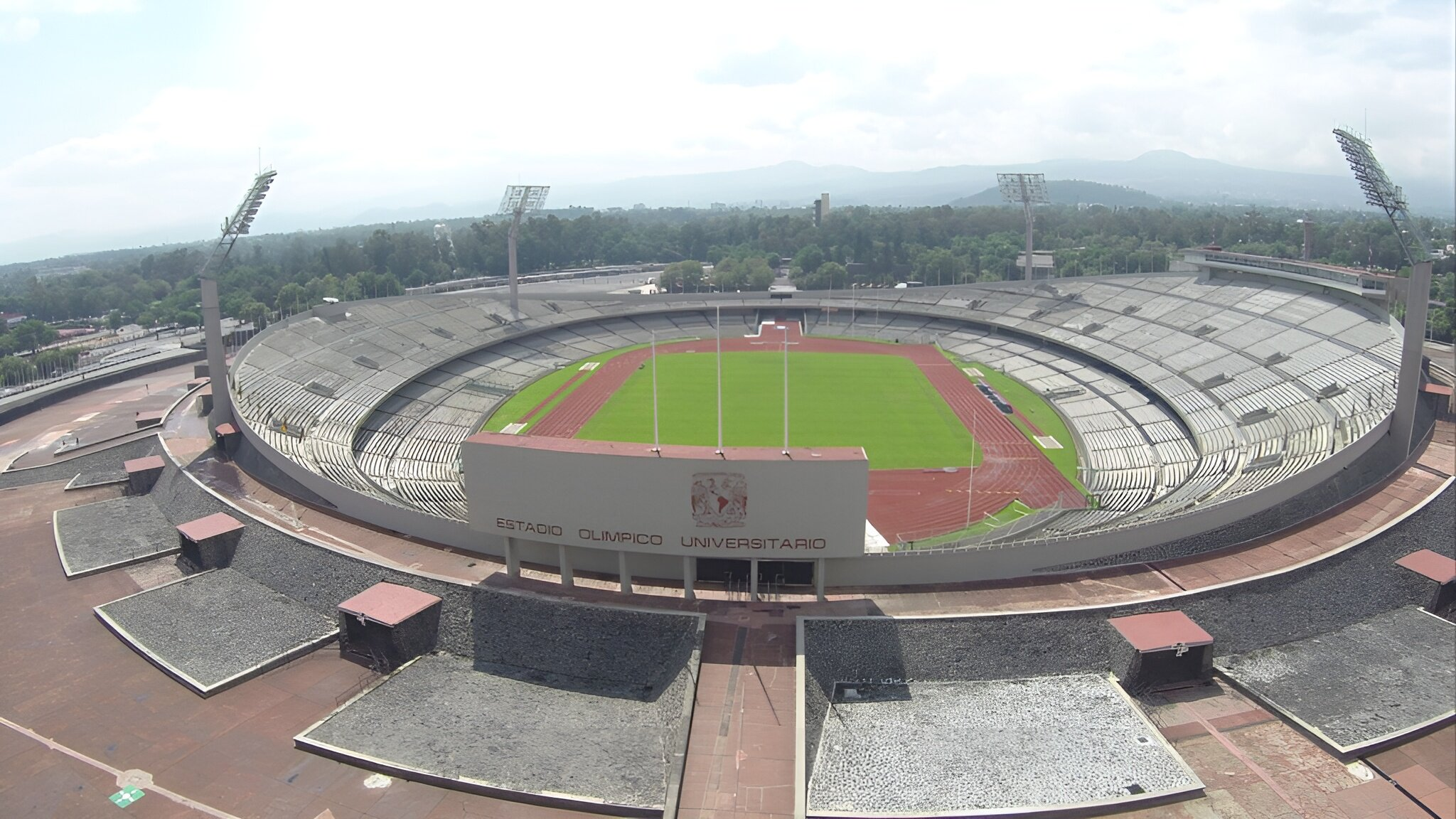
Стадіон зверху
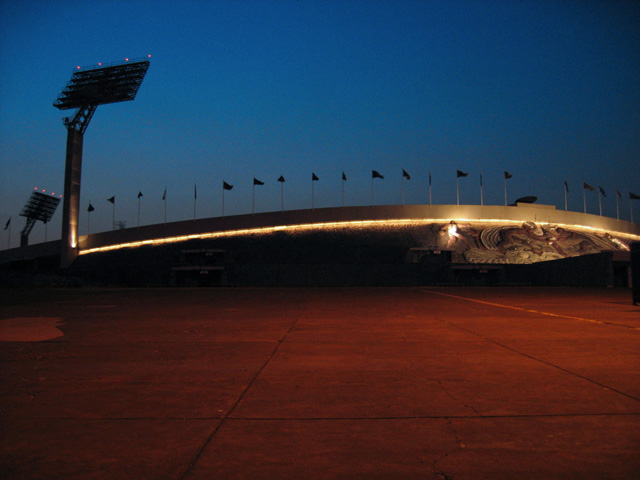
Стадіон ввечері
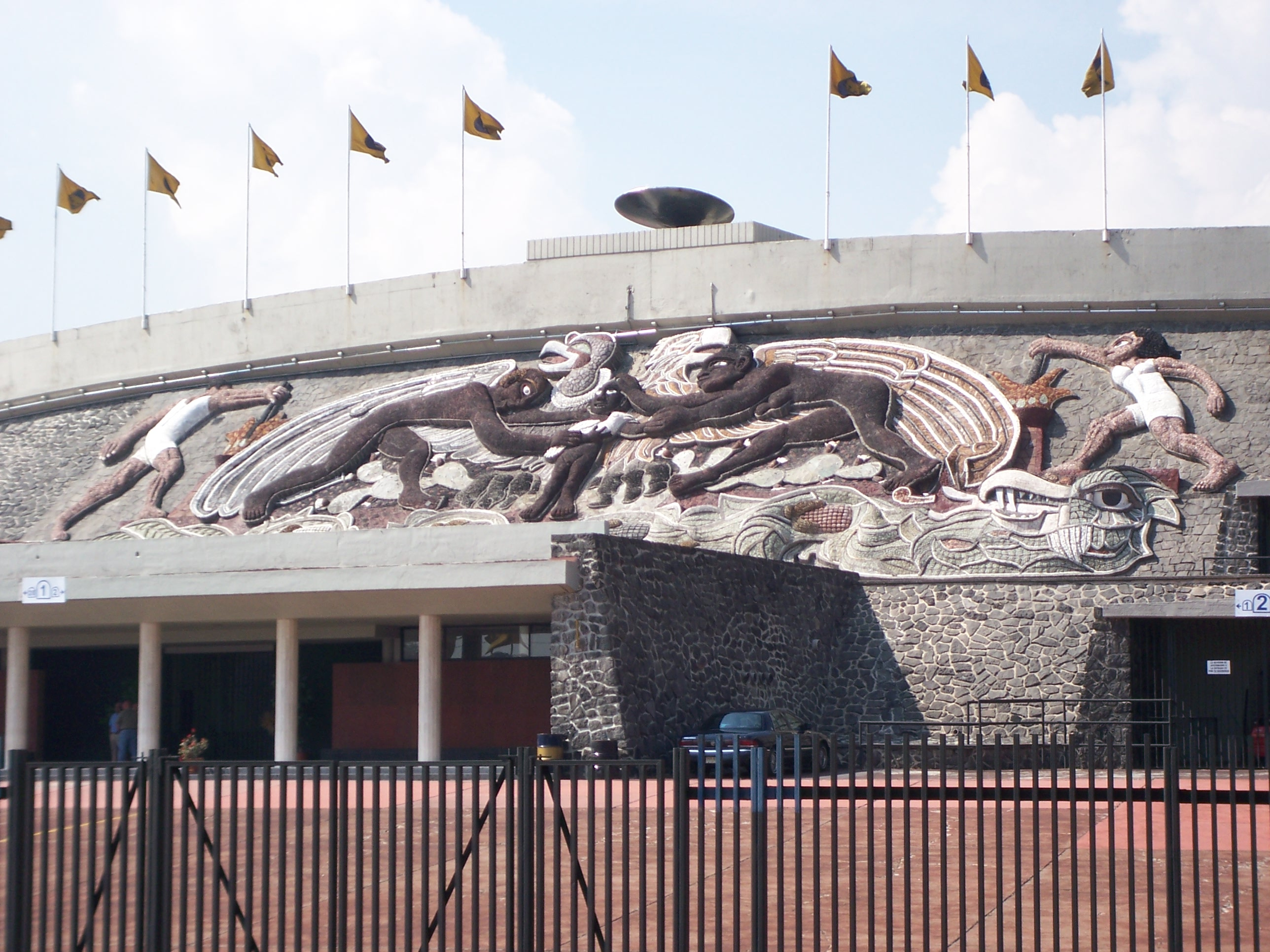
Мозаїка на стіні стадіону
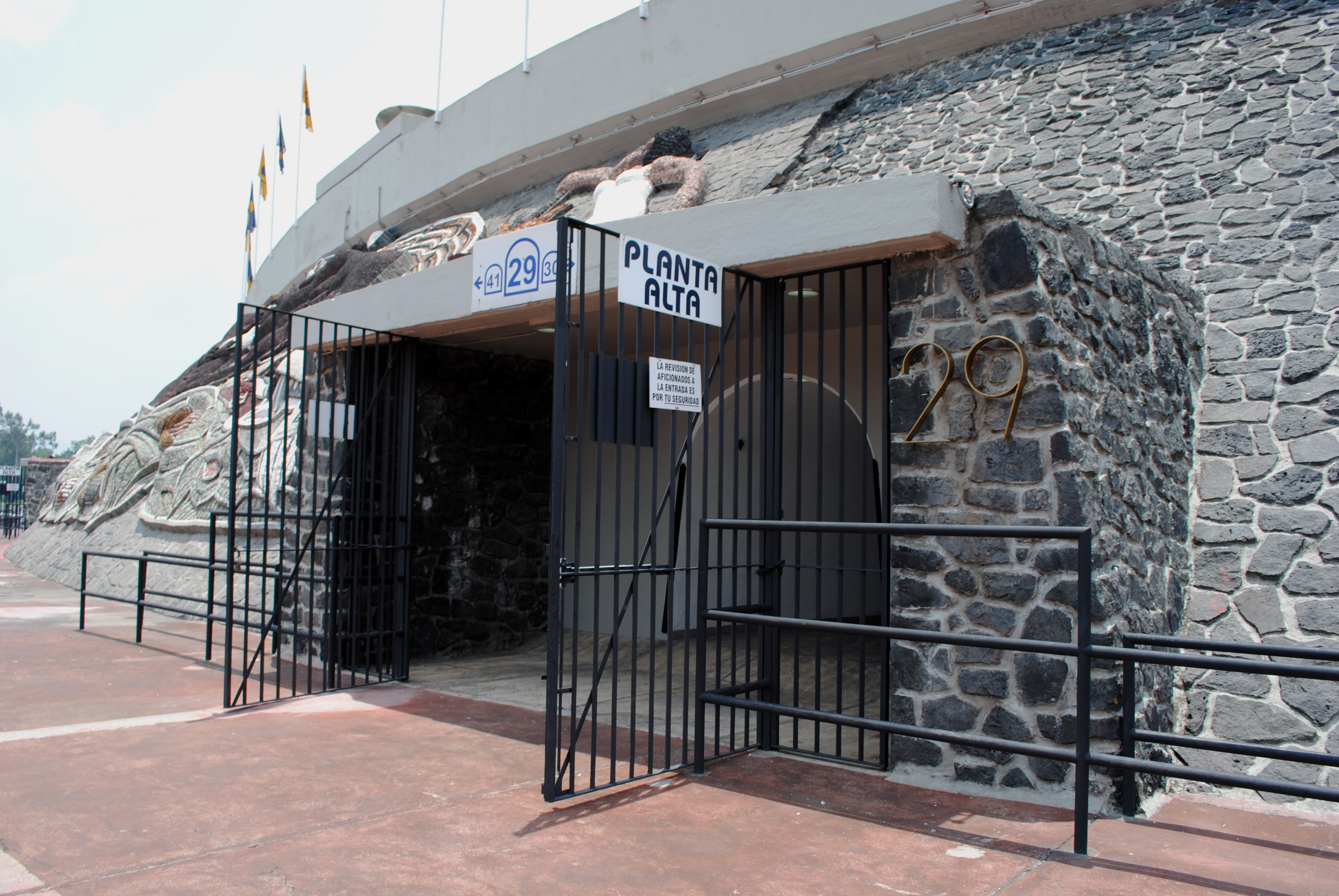
Вхід в тунель 29